# IPD Periquito
Die IPD Periquito (port.: „Wellensittich“) war ein Segelflugzeug des brasilianischen Instituto de Pesquisas e Desenvolvimento.

## Geschichte und Konstruktion
Der Luftfahrtingenieur José Kovacs entwarf während seiner Zeit am Instituto de Pesquisas e Desenvolvimento ein Segelflugzeug namens Periquito (auch als Periquito I bezeichnet). Ziel war es, ein kleines Segelflugzeug zu geringen Kosten zu entwickeln, das platzsparend transportiert und gelagert werden konnte. Die Periquito war als Schulterdecker mit konventionellem Leitwerk ausgelegt. Das geschlossene Cockpit befand sich vor den Tragflächen im Rumpf, der ebenso wie die Tragflächen, aus einer mit Stoff überzogenen Holzkonstruktion bestand. Unter dem Rumpf befand sich eine Gleitkufe, dahinter ein Rad sowie eine Gleitsporn am Heck. Die Tragflächen konnten zum Transport und zur Lagerung in weniger als einer Minute beigeklappt werden. Bei der brasilianischen Segelflugmeisterschaft 1957 erreichte die Maschine den zweiten Platz. Trotz dieses Erfolgs, überarbeitete Kovacs den Entwurf, wobei verschiedene Elemente neu konstruiert wurden. Die neue, nun als Periquito II bezeichnete Maschine flog noch 1957, wobei sie, im Gegensatz zum Ausgangsmuster, teilweise auch mit Sperrholz verkleidet war. Es sollen insgesamt 8 Periquito II gebaut worden sein, wovon 1990 noch zwei flogen.

## Technische Daten
| Kenngröße             | Daten (Periquito I) | Daten (Periquito II) |
| --------------------- | ------------------- | -------------------- |
| Besatzung             | 1                   | 1                    |
| Länge                 | 5,45 m              | 5,55 m               |
| Spannweite            | 9 m                 | 8 m                  |
| Höhe                  | 1,05 m              | 1,05                 |
| Flügelfläche          | 9,8 m²              | 10 m²                |
| Flügelstreckung       | 8,2                 | 6,4                  |
| Gleitzahl             | 18                  | 17                   |
| Geringstes Sinken     | 0,85 m/s            | 1,10 m/s             |
| Leermasse             | 75 kg               | 90 kg                |
| max. Startmasse       | 155 kg              | 180 kg               |
| Höchstgeschwindigkeit | ?                   | 160 km/h             |